# A. Tóth Sándor
A. Tóth Sándor (Rimaszombat, 1904. április 7. – Zalaegerszeg, 1980. október 2.) pápai középiskolai rajztanár, festőművész, bábművész. Művészi stílusa leginkább a kubizmus jegyeit mutatja.

## Élete
1922 és 1928 között a Képzőművészeti Főiskola hallgatója volt, majd három évet külföldön, Londonban, Párizsban, Berlinben töltött, portrérajzolásból tartotta fenn magát. Párizsi tanulmányútján ismerkedett meg Blattner Gézával, az ő hatására kezdett érdeklődni a bábszínház iránt, Blattner avantgárd színházának, az Arc en Cielnek (Szivárvány) is tagja lett. Legkülönbözőbb technikákkal mozgatott, faragott, kubista bábjai ma is szakgyűjtemények értékes kincsei. Később a bábművészet elméleti kérdéseivel foglalkozott.
1931-ben hazatért, és a Pápai Református Gimnázium művészettanára lett, ő alakíttatta ki két tanterem egybenyitásával a gimnázium tágas és világos rajztermét (a tanterem ma az ő nevét viseli). Ezenfelül angol, német és francia nyelvet is tanított. A református gimnázium államosítása után, 1952-ben az utódintézményben, a Petőfi Sándor Gimnáziumban folytatta munkáját, itt dolgozott 1967-es nyugdíjba vonulásáig, illetve a Türr István Gimnáziumban is tanított.
1932-től kezdve minden évben linóleummetszetes újévi üdvözlő képeslapot készített Tamási Áron Ábel regénytrilógiája címszereplőjéről az aktuális előző év történetében ábrázolva rajtuk. (Összesen 57 darabot.)
Tevékenysége nagy hatással volt Pápa művészeti életére. A második világháború után képzőművészeti szabadiskolát nyitott, majd 1949-ben létrehozta és évtizedeken keresztül vezette a Képzőművész Kört, ami a Jókai Művelődési Központ keretei között ma is működik. 1965–66-ban az USA-ban és Kanadában élt. 1968-ban a győri művésztelep alapító tagja volt. Sokoldalú művészi, közéleti és pedagógiai tevékenysége a magyar művelődéstörténet jelesévé avatja. 1992-től a pápai Esterházy-kastélyban, a nevét viselő galériában állandó kiállítása működött.
Művei láthatók a Magyar Nemzeti Galériában.